# Minunacovirus
Minunacovirus je podrod virusa iz roda Alphacoronavirus.